# Universität Koblenz

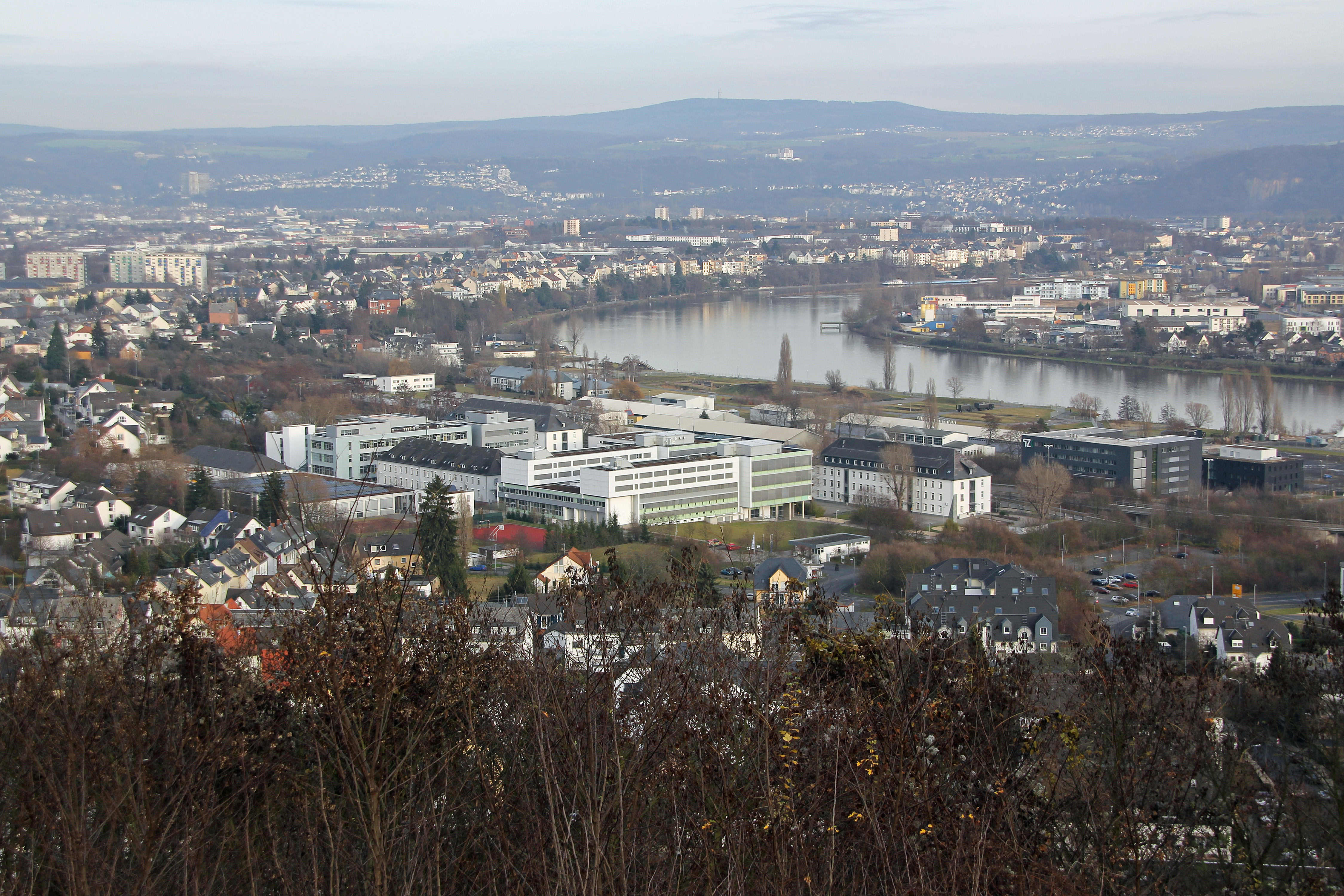
Blick auf den Campus der Universität Koblenz

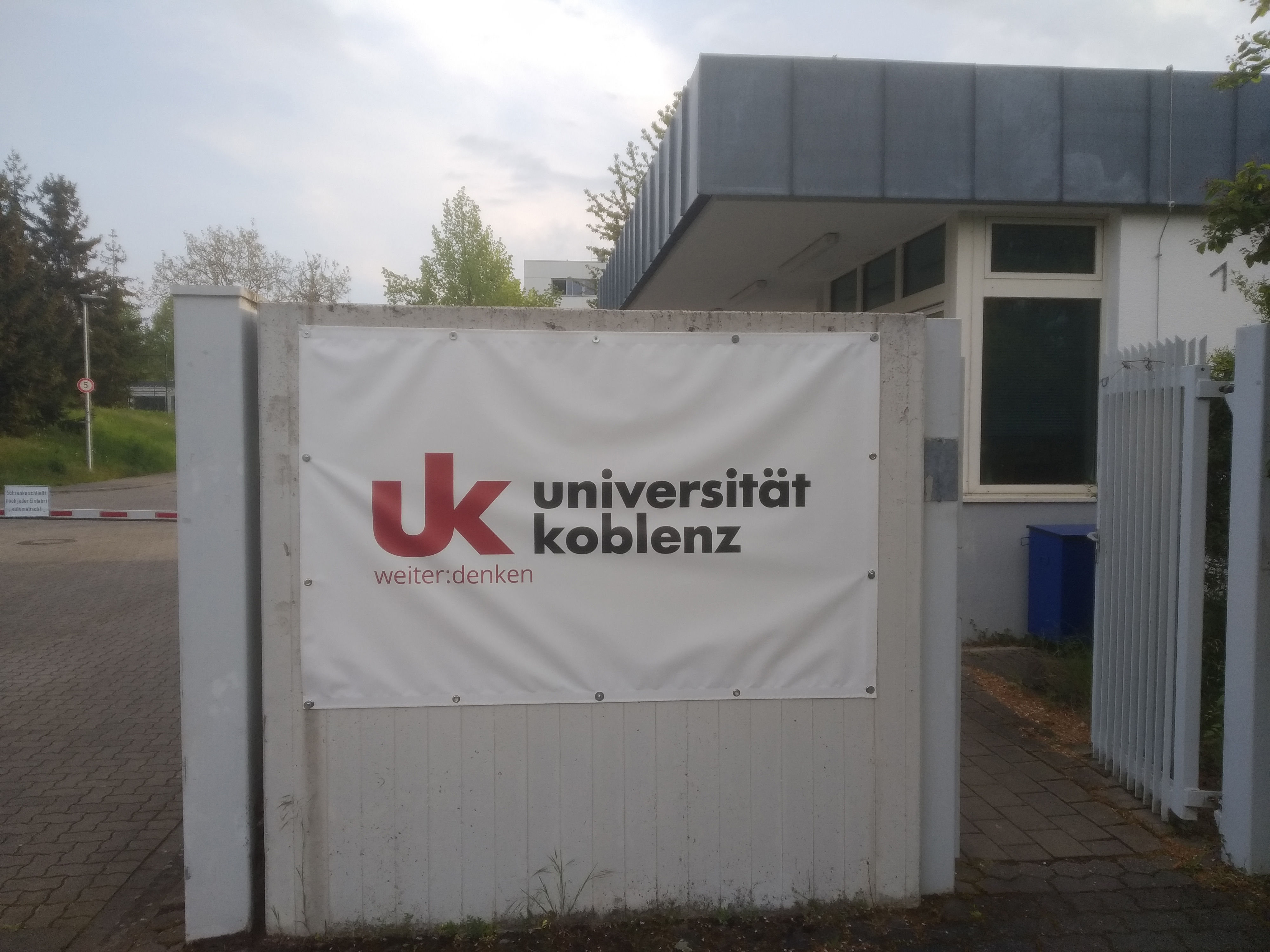
Bereits kurz vor dem Start des Sommersemesters 2022 wurde am Eingang des Campus Koblenz der (damals noch bestehenden) Universität Koblenz-Landau ein Banner mit dem neuen Logo aufgehängt.

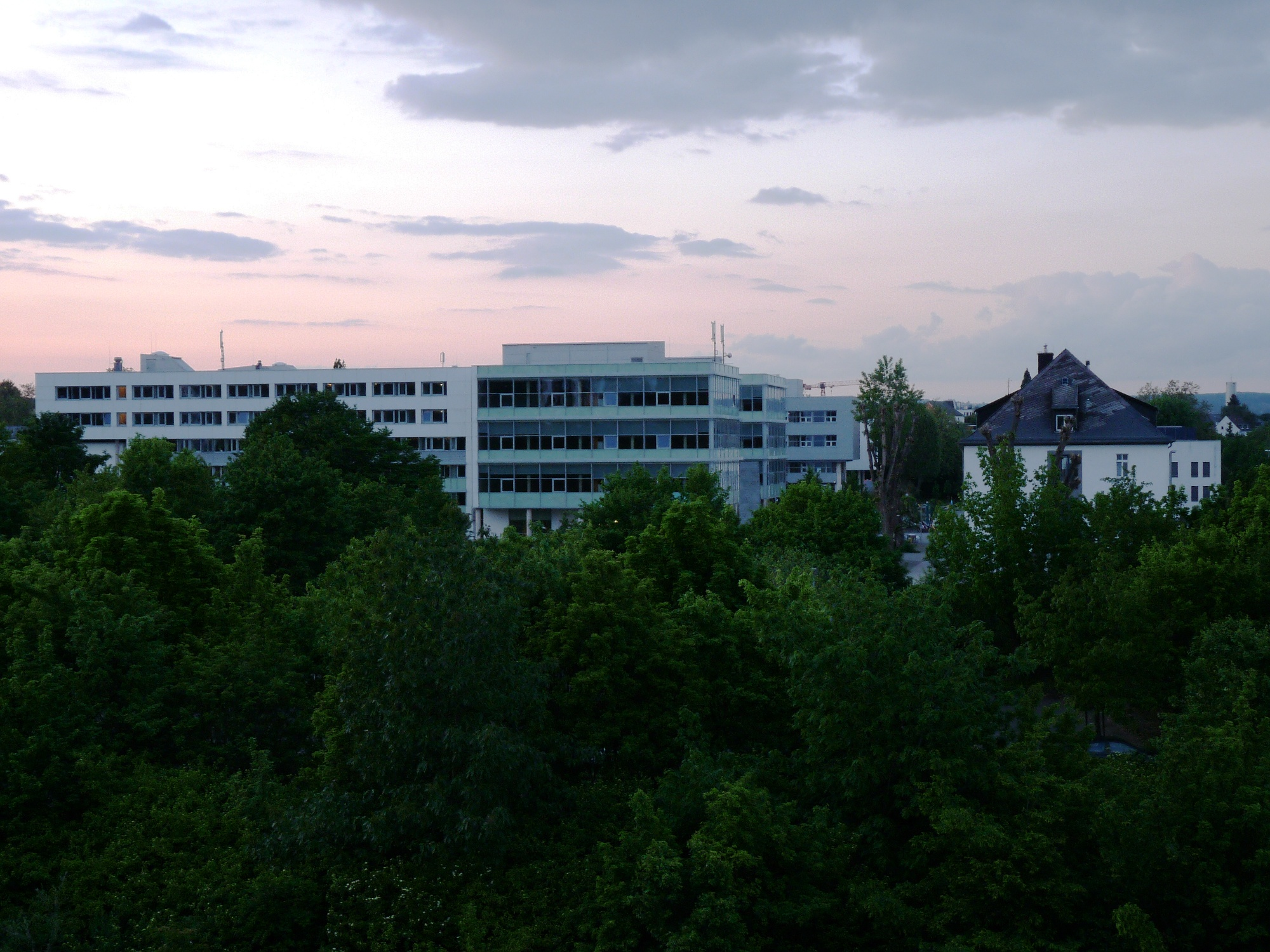
Blick vom Studentenwohnheim auf den Campus

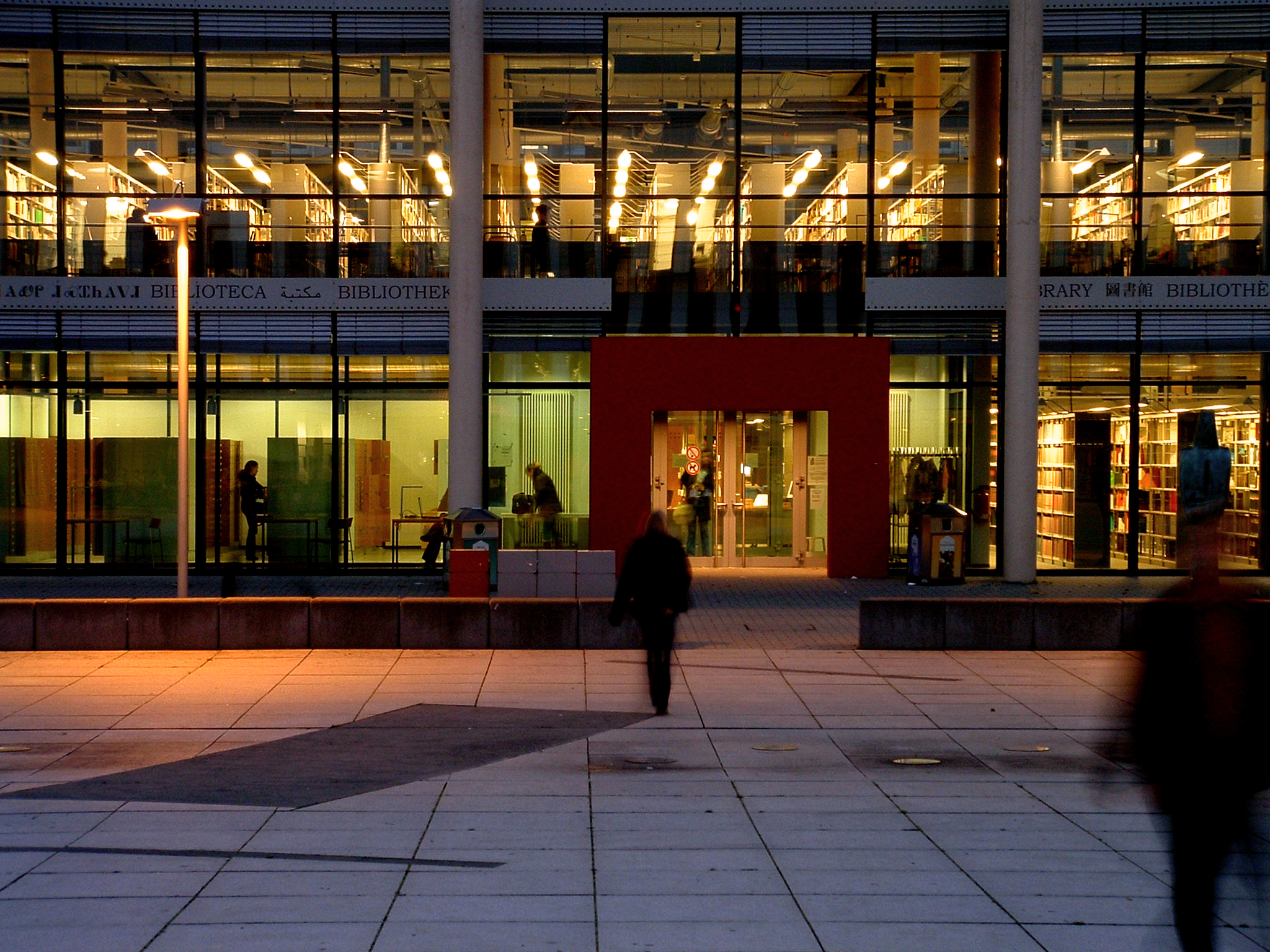
Universitätsbibliothek Koblenz

Die Universität Koblenz (kurz UK, englisch University of Koblenz) ist eine Universität in Koblenz und gliedert sich in die vier Fachbereiche Bildungswissenschaften, Philologie und Kulturwissenschaften, Mathematik und Naturwissenschaften sowie Informatik.

## Geschichte
Die Universität Koblenz entstand 2023 durch die Neustrukturierung der Hochschulen in Rheinland-Pfalz und ist damit eine der jüngsten Universitäten in Deutschland. Ihre Wurzeln hat die Universität Koblenz im bereits 1903 in Koblenz gegründeten Königlich Preußischen Lehrerinnenseminar und den dort ab 1925 betriebenen Pädagogischen Akademien, welche 1960 wiederum zu einer einheitlichen Pädagogischen Hochschule hochgestuft wurden. Diese ging 1969 in der Erziehungswissenschaftlichen Hochschule Rheinland-Pfalz auf, die 1970 das Promotions- und Habilitationsrecht erhielt. 1990 erfolgte schließlich samt einer Fachbereichs- und Standorterweiterung nach Landau die Umwandlung zur Universität Koblenz-Landau. 2019 wurde eine Auftrennung der Universität Koblenz-Landau beschlossen, so dass 2023 der Standort in Landau mit der Technischen Universität Kaiserslautern in die Rheinland-Pfälzische Technische Universität Kaiserslautern-Landau zusammengeführt wurden. Der Standort in Koblenz wird seitdem als eigenständige Universität Koblenz fortgeführt.

## Struktur der Universität
Die Universitätsleitung besteht aus einer kollegialen Hochschulleitung mit dem Präsidenten Stefan Wehner, dem Kanzler Michael Ludewig, dem stellvertretenden Kanzler Robert Däbritz, der Vizepräsidentin für Forschung und Transfer Claudia Quaiser-Pohl und der Vizepräsidentin für Studium und Lehre Constanze Juchem-Grundmann.
Die Universität verfügt über vier Fachbereiche:
- Fachbereich 1: Bildungswissenschaften
- Fachbereich 2: Philologie / Kulturwissenschaften
- Fachbereich 3: Mathematik / Naturwissenschaften
- Fachbereich 4: Informatik

## Studiengänge
An der Universität Koblenz werden 42 verschiedene Studiengänge angeboten.

### Lehramtsstudiengänge

#### Bachelor
- Berufsbildende Schulen
- Grundschule
- Gymnasium
- Realschule Plus

#### Master
- Berufsbildende Schulen
- Grundschule
- Gymnasium
- Realschule Plus

### Bachelor- und Masterstudiengänge

#### Bachelor
- Angewandte Naturwissenschaften
- BioGeoWissenschaften
- Computational Social Science
- Computervisualistik
- Digital Business Management
- Gewässerkunde und Wasserwirtschaft
- Informatik
- Kulturwissenschaft
- Mathematische Modellierung, Simulierung und Optimierung
- Pädagogik
- Wirtschaftsinformatik
- Zwei-Fach-Bachelor

#### Master
- Angewandte Umweltwissenschaften
- Applied Natural Sciences
- Applied Physics
- BioGeoWissenschaften
- Computervisualistik
- Digital Business Management
- E-Government
- Energiemanagement
- Erziehungswissenschaft mit dem Schwerpunkt Forschung und Entwicklung in Organisationen
- Germanistik – Sprache-Literatur-Medien
- Gewässerkunde und Wasserwirtschaft
- Informatik
- Inklusion und Schule
- Kulturwissenschaft
- Master of Business Administration
- Mathematical Modeling, Simulation and Optimization
- Personal und Organisation
- Psychologische Diagnostik, Evaluation und Beratung
- Unternehmenskommunikation und Rhetorik
- Web and Data Science
- Wirtschaftsinformatik

Koordinaten: 50° 21′ 49″ N, 7° 33′ 32″ O